# Добрая Сэм (телесериал)
«Добрая Сэм» (англ. Good Sam) — американская медицинская драма созданная Кэти Вех. Премьера телесериала состоялась 5 января 2022 года на американском телеканале CBS.
12 мая 2022 года телеканал CBS закрыл телесериал после одного сезона.

## Сюжет
Саманта становится главным хирургом больницы, когда её отец, талантливый врач, впадает в кому. Но едва ему становится лучше, он решает вернуть свое место обратно.

## В ролях

### Основной состав
- София Буш
- Джейсон Айзекс
- Эдвин Ходж
- Скай П. Маршалл
- Майкл Шталь-Дэвид
- Дави Сантос
- Омар Маскати
- Венди Крюсон

### Приглашенные звезды
- Сендхил Рамамурти
- Хилари Бёртон
- Бетани Джой Ленц

## Обзор сезонов
| Сезон | Сезон | Эпизоды | Дата показа   | Дата показа | Рейтинг Нильсона | Рейтинг Нильсона       |
| Сезон | Сезон | Эпизоды | Премьера      | Финал       | Ранк             | Зрители США (миллионы) |
| ----- | ----- | ------- | ------------- | ----------- | ---------------- | ---------------------- |
|       | 1     | 13      | 5 января 2022 | 4 мая 2022  | 69               | 3.61                   |

## Список эпизодов

### Сезон 1 (2022)
| № общий | № в сезоне | Название                                           | Режиссёр     | Автор сценария | Дата премьеры   | Зрители в США (млн) |
| --- | ---------- | -------------------------------------------------- | ------------ | -------------- | --------------- | ------------------- |
| 1 | 1          | «Пилот» «Pilot»                                    | Тамра Дэвис  | Кэти Вех       | 5 января 2022   | 2.72                |
| 2 | 2          | «Естественный порядок» «Natural Order»             | Рэндолл Зиск | Кэти Вех       | 12 января 2022  | 2.43                |
| Доктор Сэм Гриффит борется за сохранение своей новой руководящей должности в качестве начальника хирургии, когда ее отец и бывший босс, доктор Роб «Грифф» Гриффит подает свое дело о восстановлении непосредственно в правление больницы. Кроме того, ординатор доктор Калеб Такер, бывший Сэм, устанавливает неожиданную связь с пациентом, борющимся с загадочным заболеванием |            |                                                    |              |                |                 |                     |
| 3 | 3          | «В центре этой шутки» «Butt of the Joke»           | Неизвестно   | Неизвестно     | 19 января 2022  | 2.40                |
| 4 | 4          | «Привязанность» «Attachments»                      | Неизвестно   | Неизвестно     | 26 января 2022  | 2.63                |
| 5 | 5          | «Проснись» «Wake Up»                               | Неизвестно   | Неизвестно     | 2 февраля 2022  | 2.59                |
| 6 | 6          | «Передышка» «Truce»                                | Неизвестно   | Неизвестно     | 23 февраля 2022 | 1.95                |
| 7 | 7          | «Хроническое оскорбление» «Chronic Insult»         | Неизвестно   | Неизвестно     | 2 марта 2022    | 1.90                |
| 8 | 8          | «Продолжай говорить» «Keep Talking»                | Неизвестно   | Неизвестно     | 23 марта 2022   | 2.15                |
| 9 | 9          | «Свет в бурю» «A Light in the Storm»               | Неизвестно   | Неизвестно     | 30 марта 2022   | 2.13                |
| 10 | 10         | «Я думал, что потерял тебя» «I Thought I Lost You» | Неизвестно   | Неизвестно     | 6 апреля 2022   | 1.87                |
| 11 | 11         | «Семья/бизнес» «Family/Business»                   | Неизвестно   | Неизвестно     | 20 апреля 2022  | 1.74                |
| 12 | 12         | «Техника Гриффита» «The Griffith Technique»        | Неизвестно   | Неизвестно     | 27 апреля 2022  | 2.05                |
| 13 | 13         | «К кому это относится» «To Whom It May Concern»    | Неизвестно   | Неизвестно     | 4 мая 2022      | 2.10                |

## Производство

### Разработка
7 января 2020 года телеканал CBS одобрил пилотный эпизод для будущего телесериала. 14 мая 2021 года телеканал CBS заказал телесериал на телесезон 2021 - 2022 года.

### Съемки
Съемочный процесс первого сезона телесериала проходил с 18 октября 2021 года по 24 марта 2022 года в Оквилле, Онтарио, Канада.

### Кастинг
28 февраля 2020 года стало известно что София Буш исполнит главную роль в сериале.